# کارولو
کارولو (انگلیسی: Carollo engineers) شرکت آب آمریکایی است، که در سال ۱۹۳۳ تأسیس شد.